# Smart Guy
Smart Guy är en amerikansk situationskomedi. Serien handlar om en ovanligt smart 10-åring som heter T.J. Henderson som spelas av Tahj Mowry.